# Pyrazool
Pyrazool is een heterocyclische aromatische verbinding die bestaat uit een vlakke vijfring met drie koolstof- en twee stikstofatomen. In zuivere toestand is het een kleurloze kristallijne vaste stof met een pyridine-achtige geur. Pyrazool is een structuurisomeer van imidazool en heeft dan ook vergelijkbare chemische eigenschappen.

## Synthese
Pyrazool kan worden bereid door cyclisatie van acroleïne (een α,β-onverzadigd aldehyde) met hydrazine en een daaropvolgende hydrogenering.
Gesubstitueerde pyrazolen kunnen bereid worden door reactie van hydrazine met 1,3-diketonen. Zo levert de reactie met acetylaceton 3,5-dimethylpyrazool.

## Eigenschappen en reacties
Pyrazool gedraagt zich als zwakke organische base. Het is chemisch weinig reactief en is goed bestand tegen zuren, oxidatoren en reductoren.

## Voorkomen
Pyrazool komt onder meer voor in de zaden van de watermeloen als onderdeel van het aminozuur citrulline. Daarnaast worden pyrazoolderivaten verwerkt in veel geneesmiddelen, kleurstoffen en chemische bestrijdingsmiddelen.

## Toepassingen van pyrazoolderivaten

### Geneeskunde
De pyrazolonen (bijvoorbeeld fenazon, metamizol en propyfenazon) zijn van groot belang als analgetica. Andere verwante stoffen die als geneesmiddel gebruikt worden zijn bijvoorbeeld fenylbutazon (antireumaticum), Lonazolac, Bufezolac en Trifezolac (NSAID), Celecoxib (COX2-remmer), Sildenafil (tegen erectiestoornissen) en Rimonabant (tegen obesitas).

### Industrie
Pyrazoolderivaten worden gebruikt als optische witmaker (blankophor) of kleurstof (tartrazine, indazool). Daarnaast gebruikt men pyrazoolderivaten als complexvormer en extractiemiddel voor metaalionen.

### Landbouw
Pyrazoolderivaten worden zowel als herbicide (azimsulfuron, halosulfuron) , acaricide (fenpyroximat, tebufenpyrad) en insecticide (fipronil) gebruikt.

### Pyrazool in drinkwater
In 2015 loosde het Geleense bedrijf Sitech herhaaldelijk te veel van de chemische stof in het Maaswater. Het waterschap Roer en Overmaas meldde 7 oktober dat het bedrijf een dwangsom van 50.000 moest afdragen wegens deze lozingen.